# Tjeerd Oosterhuis

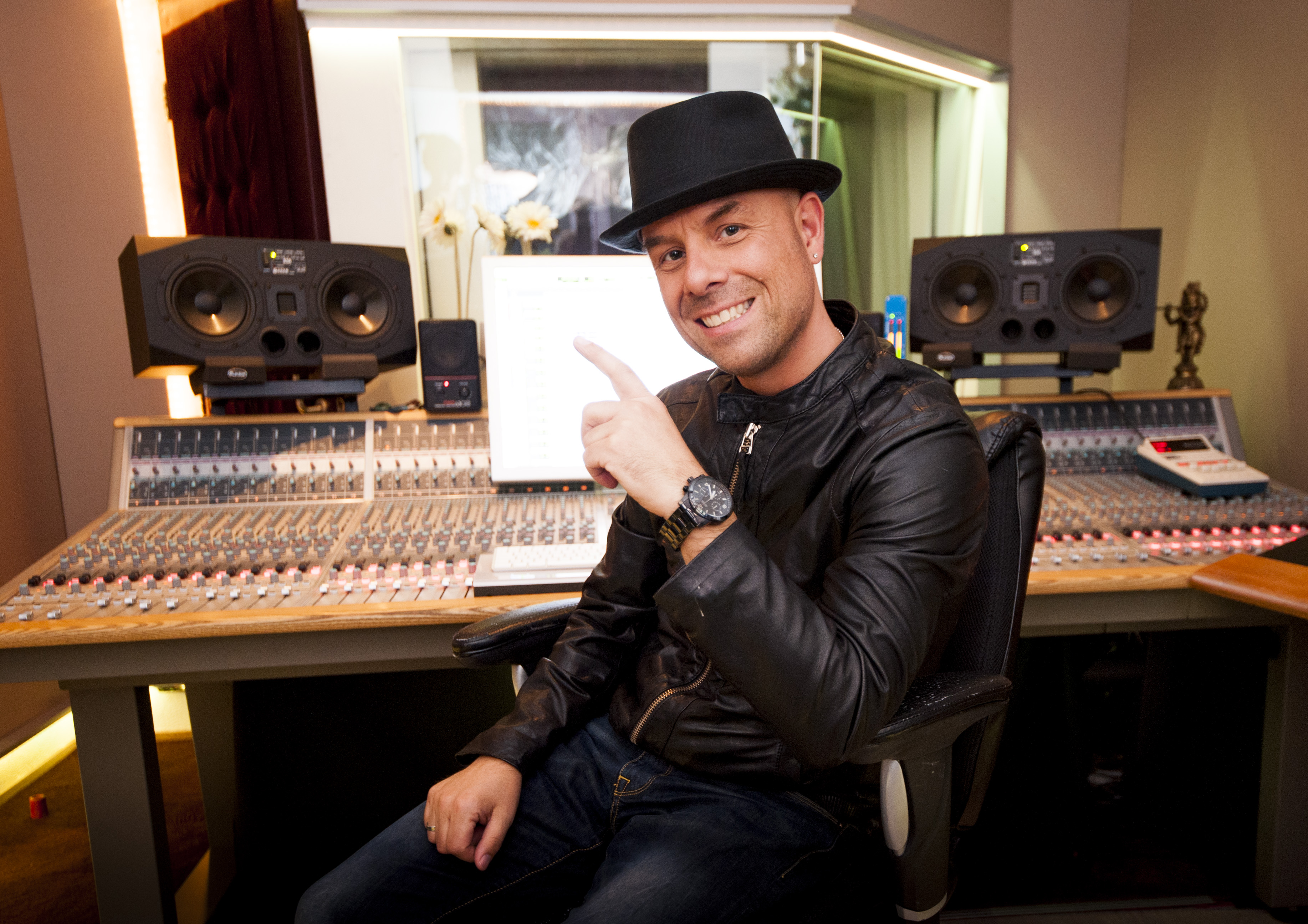
Tjeerd Oosterhuis

Tjeerd Oosterhuis (* 25. Dezember 1971 in Amsterdam) ist ein niederländischer Komponist und Musikproduzent.

## Werdegang
Oosterhuis wurde als Sohn des Theologen, Dichters und ehemaligen Priesters Huub Oosterhuis (1933–2023) geboren.
Ende der 1980er Jahre gründete er mit seiner jüngeren Schwester Trijntje die Band Total Touch. 1996 gelang beiden mit den Singles Touch Me Here und Somebody else's Lover der kommerzielle Durchbruch. Das im gleichen Jahr erschienene Album Total Touch ist mit mehr als 500.000 Kopien bis heute das bestverkaufte Debütalbum einer niederländischen Band und hielt sich 116 Wochen in den niederländischen Charts.
Für das Benefizprojekt Artiesten voor Azië, das Spendengelder zugunsten der Opfer des Seebebens im Indischen Ozean vom 26. Dezember 2004 sammelte, komponierte er den Nummer-eins-Hit Als je iets kan doen.
Im Frühjahr 2009 war er Gastjuror im Rahmen der zweiten Staffel der niederländischen Ausgabe der Castingshow X Factor.

## Persönliches
Er ist seit dem 1. September 2006 mit der Sängerin Edsilia Rombley verheiratet.
| Personendaten    | Personendaten                                 |
| ---------------- | --------------------------------------------- |
| NAME             | Oosterhuis, Tjeerd                            |
| KURZBESCHREIBUNG | niederländischer Komponist und Musikproduzent |
| GEBURTSDATUM     | 25. Dezember 1971                             |
| GEBURTSORT       | Amsterdam                                     |